# 임방
임방(任埅, 1640년 ~ 1724년)은 조선 후기의 문신이다. 자(字)가 대중(大仲)이고, 호(號)는 수촌(水村)이며, 또 다른 호는 우졸옹(愚拙翁)이다. 시호는 문희(文僖)이고, 본관은 풍천(豊川)이다. 임방의 만록(漫錄) 주제는 시다. 고조부와 아버지, 스승(송시열)과 같은 가까운 사람의 시부터 여성, 승려와 같은 소수 계층의 시까지 다양한 시의 시화(詩話)와 그만의 평이 담겨 있다. 특히, 황진이의 시 연구에 필수 텍스트로 꼽힐 만큼 그가 아니면 전해지지 않았을 기생이나 여종의 시를 시 자체로 평하며 기록으로 전한다.

## 생애
1640년(인조 18년)에 태어나서 1724년(경종 4년)에 돌아갔다. 아버지는 관서 관찰사(關西觀察使)를 지낸 의백(義伯)이며, 할아버지는 승지를 지낸 곤(袞)이고, 증조는 사정(寺正)을 지낸 영로(榮老)다. 어머니는 관찰사(觀察使) 김상(金尙)의 따님이다.
임방은 영수(穎秀)했고, 시어(詩語)가 사람을 놀라게 했다. 백씨에게 글을 배워 약관에 대유(大儒)가 되었으며, 또한 우암(尤庵) 송시열과 동춘(同春) 송준길 두 선생의 문하에서 공부하여 추장을 받았다.
1663년에 진사시에 합격했고, 성균관에 유학했다. 1671년에 창릉 참봉(昌陵參奉)에 임명되었다가 주부(主簿), 감찰(監察)로 승진했다. 황간현(黃澗縣)에 나아가 3년을 살았고, 1680년에는 대흥현(大興縣)과 운봉현(雲峯縣)의 현감에 임명되었으나 벼슬을 받지 않았는데, 이후 산음 현감으로 나아가 전정(田政)과 군액(軍額)의 문란을 잘 처리하는 선정을 베풀었다.
1687년(숙종 13년)에 형조 정랑, 이듬해 호조의 정랑이 되었고, 1689년에 기사환국(己巳換局)으로 인현왕후(仁顯王后)가 폐위되고 스승 송시열이 귀양을 가게 되자 사직했다. 뒤에 송시열이 사사(賜死)되자 여러 문인들과 함께 소를 올려 스승의 억울함을 벗기려 애썼다. 이 뒤로 6년간 벼슬에 나가지 않고 향촌에서 지내다가 1694년에 의금부 도사, 군자감 주부를 거쳐 단양 군수로 나갔다.
이후 1702년에 사옹 첨정(司甕僉正)으로서 임오년의 문과(文科)에 합격했는데, 이때의 나이가 63세였으며 곧바로 장령(掌令)으로 승진했다. 그러자 향유(鄕儒)인 최세일(崔世鎰)이 소를 올려 공을 헐뜯어 말했고, 헌납 권첨(權詹)이 또 과거 합격을 취소시키라는 청을 했으나, 이들은 모두 임금의 노여움을 받고 먼 곳으로 귀양을 가게 되니, 간사한 논의가 사그라지게 되었다. 겨울에 영광 군수로 나갔다가, 이듬해 시강원(侍講院) 필선(弼善)으로 부름을 받았으나 모종의 사건에 연좌(連坐)되어 삭직(削職)되었다.
이후 사복시정(司僕寺正), 장악원정(掌樂院正), 사간(司諫) 등을 지내고, 얼마 안 있어서 동부승지에 발탁되었다. 이후 원주·밀양 등에 지방관으로 나갔고, 1712년(임진) 가을에 판결사(判決事)에 임명되었다가 형조로 옮겨 갔다. 이돈(李墪), 오수원(吳遂元)의 과옥(科獄)을 잘 다스려서 대사간(大司諫)으로 옮겨졌고, 1715년(을미)에는 대사성(大司成)에 임명되었다. 1719년에는 나이 80이 되어 가선대부(嘉善大夫)에 올랐고, 기로사(耆老社)에 들어갔다. 가의대부(嘉義大夫)를 거쳐 한성좌우윤(漢城左右尹)을 지낸 뒤에 도승지(都承旨)가 되었다.
이후 공조판서(工曹判書)에 올랐다가 우참찬(右參贊)으로 옮겨졌는데, 나이를 핑계로 사퇴하려 했으나 윤허되지 않았고 오히려 좌참찬(左參贊)에 임명되었다. 1721년 겨울에 건저(建儲)에 얽힌 사건으로 노론 대신들이 모두 귀양을 가면서 그도 삭출되었고, 이후 김천(金川)으로 귀양을 갔다가 그곳에서 85세를 일기로 죽었다. 영조가 즉위하자 신원(伸冤)되었다.

## 같이 보기
- 임방 초상